# Rébellion des Patriotes
Batailles
Saint-Denis – Saint-Charles – Saint-Eustache – Beauharnois – Baker's farm – Lacolle – Odelltown
La rébellion des Patriotes (aussi connue sous le nom de révolte des Patriotes, révolution des Patriotes, insurrection des Patriotes, rébellions de 1837-1838 ou troubles de 1837-1838) est un événement majeur de l'histoire du Québec et du Canada. C'est un conflit national, politique et social qui tire ses origines de la conquête de 1760 et dont la culmination militaire s'est déroulée en deux phases. La première se passe de novembre à décembre 1837, et la seconde en novembre 1838. Elle a lieu dans la colonie britannique du Bas-Canada, actuel Québec. Elle est l'aboutissement d'un conflit politique de plus en plus intense entre les autorités coloniales britanniques et la majorité de la population du Bas-Canada. Partageant plusieurs points communs avec la rébellion du Haut-Canada, dans la colonie voisine du Haut-Canada, la rébellion des Patriotes est l'épisode le plus intense et le plus connu de l'opposition coloniale à l'Empire britannique en Amérique du Nord après la guerre d'indépendance américaine.
Les Patriotes insurgés font face aux troupes et aux milices loyalistes à plusieurs occasions, les plus connues étant à Saint-Denis, à Saint-Charles et à Saint-Eustache en 1837 et à Odelltown, proche de la frontière américaine, en 1838. La répression des autorités coloniales est dure : la loi martiale est déclarée et de nombreux rebelles, dont Louis-Joseph Papineau, doivent fuir aux États-Unis pour éviter la peine de mort. Des centaines sont arrêtés, plusieurs sont déportés en Australie, d'autres sont pendus à la prison du Pied-du-Courant à Montréal ou tués lors des combats. Le rapport de Lord Durham et l'Acte d'union de 1840 sont directement liés à l'échec des rébellions et visent à faire disparaître la nationalité canadienne-française par l'assimilation.
Le fonds d'archives de la Collection rébellion de 1837-1838 est conservé au centre d'archives de Montréal par la Bibliothèque et Archives nationales du Québec.

## Origines du conflit
Après la conquête de la Nouvelle-France par la Grande-Bretagne en 1760, le gouvernement de la Province of Quebec (qui incluait alors le Haut et le Bas-Canada ainsi que différentes parties du Manitoba et des États du Michigan, de New York, de l'Ohio et de la Pennsylvanie) est assuré par un gouverneur général nommé par Londres et celui-ci détient tous les pouvoirs. Par le traité de Paris de 1763, la France cède la Nouvelle-France et le commerce devient exclusivement tourné vers l'Empire britannique, par l'intermédiaire de ses marchands, surtout ceux de Boston. L'empire encourage une arrivée massive de loyalistes à la couronne britannique et seuls ceux qui prêtent serment du Test peuvent occuper un poste dans l'administration civile, ce qui implique de renier la religion catholique et l'autorité du pape. Ce changement a donc fait des anciens colons français des citoyens de seconde zone.

Le plus connu des drapeaux utilisés par les Patriotes du Bas-Canada. Ce drapeau tricolore est un emblème républicain qui représente les trois nationalités les plus présentes dans la colonie : Irlandais, Français et Anglais.

La guerre d’indépendance des États-Unis viendra apporter un premier changement à ce statut. L'Acte de Québec de 1774 permet aux habitants de pratiquer la religion catholique et de faire partie de l’administration sans avoir à prêter le serment du Test. Cette importante concession a pour but de s’assurer la fidélité des habitants canadiens (descendants des premiers colons français) face à la menace des colonies américaines. Elle ne met cependant aucun frein à l’absolutisme du gouverneur britannique.
Au cours des décennies suivantes, de nombreux loyalistes américains et immigrants britanniques gagnent l'actuel Ontario, ce qui conduit à la division de la province de Québec, par la suite constituée du Haut et du Bas-Canada. Le Bas-Canada est la colonie la plus peuplée et demeure majoritairement francophone et catholique, alors que le Haut-Canada est majoritairement anglophone et protestant. La région de Montréal devient un tampon où se rencontrent les deux peuples. L'idée d'un gouvernement responsable, qui provient d'Angleterre et des nouveaux États-Unis, fait son chemin, et les deux colonies finissent par obtenir chacune une assemblée législative par l'Acte constitutionnel de 1791. Vers 1830, la population du Bas-Canada est constituée d'environ 75 000 Anglais et de 500 000 Canadiens.
L'Assemblée législative du Bas-Canada obtient le pouvoir de légiférer, mais le gouverneur colonial britannique demeure le chef de l'exécutif et conserve également les cordons de la bourse. Il peut donc rendre totalement inopérantes les lois votées par l'Assemblée majoritairement canadienne. Comme le gouverneur fait partie de l'oligarchie marchande britannique et qu'il en sert les intérêts, dont le maintien de sa position dominante, il use de ses pouvoirs discrétionnaires pour nommer ses favoris aux postes de commande des Conseils législatifs et exécutifs, influencer les élections et bloquer toute réforme. Les exemples ne manquent pas où, par simple hostilité envers l'Assemblée élue, des personnes incompétentes ont été élevées à des postes d'importance. Non seulement cette inégalité touche-t-elle le nombre de fonctionnaires, 54 Canadiens contre 126 Anglais selon la liste officielle des fonctionnaires pour 1835, mais le traitement versé en moyenne aux Anglais était également de 58 000 louis, tandis que les Canadiens n'en recevaient en moyenne que 13 500. Même constat du côté des juges, où les juges anglais obtiennent 28 000 louis contre 8 000 pour les Canadiens.

Malgré la croissance démographique, le domaine cultivable n'augmente pratiquement pas, car les terres sont régies par Londres. Les Canadiens doivent entreprendre un voyage jusqu'à Québec pour demander personnellement les titres au gouvernement, titres, s'ils les obtiennent, qui n'existent souvent que sur papier puisque les routes ne permettent pas d'atteindre les terres. Au même moment, Londres attribuait des terres sans consulter le parlement ; en 1833, 847 661 acres de terres étaient cédés à la British American Land Company pour favoriser l'implantation de colons britanniques. 

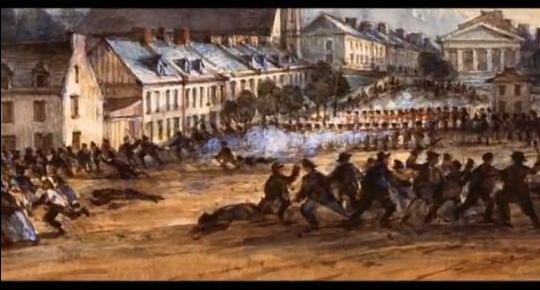
L'élection du 21 mai 1832 au Bas-Canada se conclut par la mort de trois partisans patriotes.

Dans ce contexte, la politique prend rapidement une tournure musclée. Le Parti canadien, formé par les habitants, s'oppose au Parti anglais, favorisé par les gouverneurs successifs. Les élections se déroulent dans un climat d'intimidation, et le gouverneur n'hésite pas à dissoudre l'Assemblée lorsqu'elle va à l'encontre de ses intérêts. Le mouvement patriote, réformiste, prendra forme dans les années suivantes, engendrant notamment la transformation du Parti canadien en Parti patriote. Son but est d'obtenir la souveraineté de l'Assemblée en limitant les pouvoirs du gouverneur. Ce dernier, qui ne veut rien céder, met des députés patriotes en prison pour motif d'agitation populaire. Toutefois, certains patriotes se font élire même depuis leur cellule. Le 21 mai 1832, une élection partielle dans le Quartier-Ouest du district de Montréal tourne à la tragédie lorsque l’armée britannique intervient pour contenir une émeute. L’élection du 21 mai 1832 au Bas-Canada se conclut par la mort de trois partisans patriotes, François Languedoc, Pierre Billette et Casimir Chauvin. Le 24 mai, près de 5 000 personnes assistent à leurs funérailles à l’église Notre-Dame. Cette journée allait avoir un retentissement important sur les esprits de l’époque, et elle fait encore aujourd’hui figure de symbole pour expliquer la rébellion armée,.

## Montée des tensions politiques

L'Assemblée des Six-Comtés fut une assemblée de chefs patriotes et d'approximativement 6000 partisans tenue à Saint-Charles, au Bas-Canada, aujourd'hui le Québec, le 23 octobre- 1837- et 24 octobre 1837, malgré la proclamation du 15 juin du gouvernement interdisant les assemblées publiques. Les « six comtés » font référence à Richelieu, Rouville, Saint-Hyacinthe, Chambly, Verchères et L'Acadie.

Afin d’exposer clairement les demandes des patriotes, Papineau et le Parti patriote font adopter les 92 Résolutions, un document capital dans l’histoire du Québec. Ces résolutions, résolument libérales et démocrates, rappellent que les Canadiens méritent les mêmes droits que les Britanniques de la métropole, qu’ils ont défendu la colonie pour l’Angleterre à deux reprises, que la sous-représentation des Canadiens à tous les niveaux du gouvernement ne saurait perdurer, que le gouvernement de la colonie doit reposer dans les mains des élus du peuple et non plus du seul gouverneur anglais et de ses affidés. Sans aller aussi loin que de déclarer l’indépendance du Bas-Canada, une large autonomie est demandée dans le cadre de l’Empire britannique. Ces demandes sont envoyées à Londres où, espèrent les patriotes, le gouvernement britannique ne pourra que faire des concessions face à ses sujets coloniaux qui ne demandent en fait que leurs droits comme sujets de Sa Majesté. La campagne électorale de 1834 se joue essentiellement sur l’appui ou le rejet des 92 Résolutions. Le Parti patriote remporte une victoire écrasante avec 78 députés élus contre 10, éliminant du jeu notamment tous les patriotes modérés ayant fait défection en opposition aux 92 Résolutions. La situation se calme quelque peu en attendant la réponse de Londres tandis que du côté loyaliste, on se prépare à sortir du jeu parlementaire.

### Formation de milices
Désespérant de remporter une victoire électorale contre le Parti patriote et d'ainsi consolider leurs positions dans la colonie, la minorité anglophone commence à envisager d'autres moyens d'action. Gilles Laporte rapporte qu'« après sa déconfiture aux élections de 1834, le parti tory ou loyal renonce à prendre le pouvoir par des voies démocratiques et se prépare dès lors à en découdre sur le terrain militaire. » Des agitateurs anglophones orangistes commencent donc à créer des organisations paramilitaires. Contrairement aux patriotes, ces milices ont accès au soutien financier des marchands anglais de Montréal et Québec et peuvent s’entraîner en plein jour, sans crainte de répression par l'armée. L'argent des membres de la clique du château, mais surtout des grandes familles marchandes de Montréal, Molson et McGill en tête, finance l'armement de qualité qui permettra à ces groupes de peser sur les opérations, surtout en 1838. Le premier groupe ainsi formé est le British Rifle Corps le 16 décembre 1835. Le pamphlétaire Adam Thom écrira que « un étalage imposant de détermination morale et de force physique est le seul argument qui puisse influencer nos dirigeants rampants et conciliants. ». En voulant forcer la main du gouverneur Gosford, cette troupe ne réussira qu'à être dissoute par les autorités, craignant qu'elle ne lance une guerre civile de sa propre initiative. Il ne réussit qu'à faire éclore de nouvelles organisations, encore plus radicales : la légion bretonne, la Montreal British Legion et, surtout, le Doric Club. Son manifeste est clair : « Si nous sommes désertés par le gouvernement britannique et le peuple britannique, plutôt que de se soumettre à la dégradation d'être sujet d'une république canadienne-française, nous sommes déterminés par nos propres armes de droit à aboutir à notre délivrance. ». Pour plusieurs historiens, la volonté des miliciens loyalistes était de pousser à la violence les patriotes afin de pouvoir ainsi justifier l'implication de l'armée britannique.

### Résolutions Russell et radicalisation du conflit politique.
Le 6 mars 1837, Londres fait finalement connaître sa décision face aux 92 Résolutions: c'est un rejet total et absolu. Les patriotes, préalablement sûrs d'obtenir le soutien du parlement britannique, n'obtiennent non seulement aucune de leurs revendications, mais voient en plus plusieurs des gains des dernières décennies de lutte parlementaire annulés d'un trait de plume par le ministre Russell dans ses fameuses 10 résolutions. Le parti Bureaucrate triomphe tandis que le Gouverneur voit ses pouvoirs augmenter. Divisé sur la réponse à apporter à cette situation nouvelle, le leadership patriote organise toute une série d'assemblées publiques de soutien aux 92 Résolutions et de rejet des résolutions Russell. Également nommées assemblées anti-coercitives, ces vastes assemblées populaires rassemblent des dizaines de milliers de citoyens partout au Bas-Canada. En réaction, les loyalistes organisent leurs propres assemblées, souvent dans les mêmes villes même si elles sont moins courues que les assemblées patriotes. L'opposition est poussée plus loin par les patriotes qui, s'inspirant de la révolution américaine, engagent alors une campagne de boycottage des produits importés anglais. L'objectif est de priver le gouvernement royal des précieuses taxes d'importation qu'il collecte au Bas-Canada et, ainsi, de faire pression sur lui. C'est la fameuse campagne de « l'Étoffe du pays », cet habillement de toile ou de laine grossièrement assemblé pour remplacer les vêtements importés de la Grande-Bretagne alors en pleine révolution industrielle. En agissant ainsi, les patriotes visent également à stimuler la production locale et, ainsi, commencer à industrialiser le Bas-Canada, alors très en retard.
En réaction, le gouvernement interdit les assemblées patriotes le 15 juin. Interdiction qui ne fait que mobiliser davantage la population derrière Papineau. Spontanément, les magistrats pro-patriotes commencent à démissionner en masse de leurs postes gouvernementaux. Les postes de capitaines de milice et juges de paix, censés assurer le respect de l'interdiction des assemblées anti-coercitives, sont désormais vacants. Les magistrats loyalistes sont bientôt visés par les militants plus radicaux qui organisent, dans la grande tradition française, des charivaris afin de les intimider et de les forcer à démissionner. Arrivant masqués et armés de nuit devant les résidences des magistrats visés, les patriotes ne repartent qu'une fois que la cible s’est engagé à démissionner de son poste pour éviter des représailles violentes. Le gouverneur Gosford tente bien de reprendre l'initiative et de calmer le jeu au parlement en nommant des Canadiens au conseil législatif. Mais la stratégie fait long feu: le parti patriote refuse de collaborer tant que les membres du conseil restent nommés par la grâce du gouverneur et non élus. Gosford ferme la chambre après six jours de travaux parlementaires uniquement.
C'est dans cette atmosphère de tension et devant les menaces de plus en plus claires de recours à la violence des milices loyalistes comme le Doric Club que seront formés les Fils de la Liberté, sur le modèle des Sons of Liberty américains, le 5 septembre. Le 24 octobre, l'Église Catholique fait connaître, par la voie des Mandements de Monseigneur Lartigue, évêque de Montréal, son opposition aux patriotes. Les tensions continuent à augmenter, particulièrement à Montréal, allant jusqu'à la bagarre générale entre des centaines de membres des Fils de la Liberté et du Doric Club le 6 novembre. Cette fois, le gouverneur Lord Gosford et son commandant militaire, Lord Colborne, décident de mettre un terme à l'agitation en décapitant le Parti patriote. Ils lancent donc le 16 novembre une série de mandats d'arrêt contre 26 des principaux leaders. Chauffés à blanc, les militants anglophones du Doric Club se mettent immédiatement en chasse à Montréal, menaçant de lyncher ceux-ci, Papineau en tête. Les chefs patriotes fuient donc Montréal pour se réfugier dans les bastions patriotes du Richelieu, des Deux-Montagnes et de l'Acadie.

## Les chefs de la rébellion

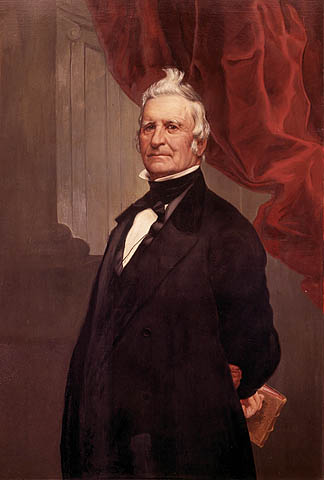
Louis-Joseph Papineau.

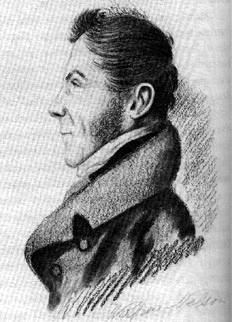
Wolfred Nelson.

Les chefs patriotes étaient en majorité des descendants des colons de Nouvelle-France comme Louis-Joseph Papineau. Cependant, on retrouve également de nombreux intellectuels francophiles de la minorité anglaise et irlandaise, dont le docteur Robert Nelson et son frère Wolfred, ainsi que l'Irlandais catholique Edmund Bailey O'Callaghan. Il est significatif que le bas clergé ait eu des sympathies pour les patriotes alors que le haut clergé s'est associé au pouvoir britannique.

## Rôle du clergé
Jean-Jacques Lartigue, l'évêque de Montréal, a notamment pris le parti des autorités britanniques, en s'appuyant sur l'encyclique Cum Primum (de) de Grégoire XVI, qui avait recommandé l'obéissance civile. Les directives sévères de l'Église envers les patriotes ont déplu à de nombreux fidèles et à plusieurs membres du clergé. Issus du peuple, les prêtres des campagnes avaient toujours montré une grande solidarité avec leurs paroissiens et avaient même assisté à plusieurs assemblées patriotes. La polémique sur l'influence du clergé dans les rébellions a eu un impact durable, de sorte que Jean-Marie Fortier de Sherbrooke a dû accorder un pardon aux rebelles patriotes 150 ans plus tard en 1987. Cependant, certains curés se sont toujours engagés en faveur des patriotes, dont spécialement le père Étienne Chartier.

## Les Fils de la Liberté
La Société des Fils de la Liberté était un groupe paramilitaire fondé au mois d'août 1837 qui tint sa première assemblée publique le 5 septembre de cette même année. Entre 500 et 700 jeunes ont participé à cette assemblée. Les membres de la Société des Fils de la Liberté calquaient leurs visées sur un groupe qui avait existé lors de la Révolution américaine du nom de « Sons of Liberty ». Les liens entre ce nouveau club et les autres membres du Parti patriote sont assurés par François-Marie-Thomas Chevalier de Lorimier. C'est à l'Assemblée des six comtés, le 23 octobre 1837, que le mouvement patriote approuve solennellement l'organisation des Fils de la Liberté. L'endroit habituel où les membres de cette association se rassemblaient était l'hôtel Nelson rue Saint-Jacques au Marché Neuf à Montréal, aujourd'hui la place Jacques-Cartier, non loin de l'endroit où se déroulera l'affrontement du 6 novembre 1837 entre le Doric Club et les Fils de la Liberté.
L'organisation des Fils de la Liberté disparaît peu de temps après l'échauffourée avec le Doric Club du 6 novembre et devient clandestine, soit à la suite de l'émission des mandats d'arrêt contre les leaders de l'association, dont Papineau, O'Callaghan, Brown et Ouimet, le 16 novembre 1837. Au moment de sa disparition, elle comptait, selon le Gouverneur Gosford, 2 000 membres. Les membres de cette association voulaient redresser les griefs qu'ils disaient ne pouvoir obtenir par la force morale. En d'autres termes, ils souhaitent utiliser d'autres moyens que les instances politiques pour obtenir justice. La publication de l’Adresse des Fils de la Liberté de Montréal aux jeunes gens des colonies de l'Amérique du Nord, le 4 octobre 1837, marque en quelque sorte le début des hostilités entre cette association et les loyalistes.

## LeDoric Club
Le Doric Club était une association de loyalistes anglais mise sur pied par Adam Thom sous la forme de club social et de société armée qui tentait de faire valoir des droits et des privilèges spéciaux pour les Anglais face à la « menace patriote ». Les membres se retrouvaient habituellement dans le marché sur la rue Saint-Jacques, tout près de l’endroit où leur bande rivale de l’Association des Fils de la Liberté se rencontre. C’est par la parution de plusieurs articles dans le Herald que Thom fait appel aux anciens membres du British Rifle Corp. Le British Rifle Corp était un corps militaire de volontaires qui a été dissous en janvier 1836 par le gouverneur Gosford. Ils étaient en majorité des jeunes très militants et parmi les plus radicaux issus du parti anglais qui formait le nouveau club. Malgré cette ardente volonté de regroupement, Gosford affirmait que les sujets britanniques n’étaient pas en danger, qu’il était donc inutile de s’organiser en groupes de volontaires armés. Plus tard, le Doric Club deviendra la faction armée et clandestine des loyalistes et sera organisé et présidé par John Shay, un comptable anglophone de Montréal. Le gouverneur Gosford évaluait le nombre de membres à près de 2 000. Le 16 mars 1836, les loyalistes publient leur manifeste de création. Le groupe sera largement toléré par le général en chef John Colborne, tout comme de nombreux autres regroupements de loyalistes et ce, malgré l’opposition du Gouverneur Gosford.
Dans leur rapport, publié en 1836, Gosford, Grey et Gipps mentionnent que le retrait de la protection britannique entraînerait une guerre entre les Canadiens et les sujets britanniques. Ils ajoutent que l'oligarchie anglaise planifie cette offensive. Le rapport souligne aussi que l'acceptation des demandes de l'assemblée élue par le gouverneur entraînerait immédiatement le soulèvement du parti anglais et puisque ce serait eux les agresseurs, il faudrait que l'armée se batte d'abord contre ses propres sujets natifs des Îles.

## Rébellions de 1837

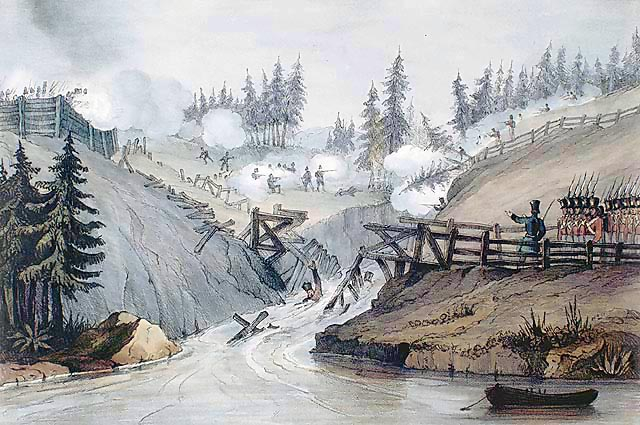
Assaut contre la place forte patriote de Saint-Charles en 1837.

Après le rejet des demandes de réformes, une série d'assemblées publiques par les chefs du Parti patriote enflamme les passions durant l'été de 1837. Elles culminent par une assemblée à Saint-Charles-sur-Richelieu le 23 octobre. Les Fils de la Liberté devant tenir une assemblée publique le 6 novembre, la coalition loyaliste réagit avec virulence. Le Montreal Herald publie dans son éditorial que : « le temps de l'indécision est passé. Les Britanniques doivent ou écraser leurs oppresseurs, ou se soumettre tranquillement au joug qui leur est préparé. ». Les miliciens du Doric Club se préparent donc à perturber cette assemblée tandis que les Fils de la Liberté sont prêts à résister tout en protestant de leurs intentions pacifiques. L'assemblée se passe sans anicroche, mais, en fin d'après-midi, des groupes de militants du Doric Club s'attaquent à coup de pierres aux Fils de la Liberté assemblés dans une auberge. Thomas Storrow Brown se met à la tête des militants patriotes et charge les lanceurs de pierre. L'affrontement est général et plusieurs centaines de jeunes gens s'affrontent dans le Vieux-Montréal pendant plusieurs heures. Victorieux, les Fils de la Liberté célèbrent, même si leur général Brown, surprit seul alors qu'il rentrait chez lui, est gravement blessé lorsque les miliciens anglais le passeront à tabac. Très inquiètes, les autorités prendront prétexte de ces événements pour lancer des mandats d'arrêt contre le leadership patriote et, ainsi, décapiter ce mouvement qui s'est finalement laissé aller à la violence.
Le 10 novembre, un groupe de patriotes armés met en fuite un peloton de l'armée britannique à Saint-Athanase. Ceux-ci sont de retour le 16 novembre dotés de mandats d'arrêt et parviennent à capturer les chefs patriotes Desmaray et Davignon. Les patriotes refusent de laisser leurs camarades être amenés à Montréal sans réagir et, le 17, prennent en embuscade le convoi sur le chemin Saint-Charles à Longueuil, libérant ainsi les prisonniers au terme d'un bref combat qui fit cinq blessés. Il y eut trois affrontements d'importance, soit à Saint-Denis, à Saint-Charles et à Saint-Eustache. Les patriotes réussirent à défaire les troupes et milices britanniques à Saint-Denis le 23 novembre, mais la victoire ne fut que de courte durée, car, peu entraînées et mal équipées, les forces insurgées ne faisaient pas le poids face aux forces militaires coloniales britanniques, plus nombreuses et mieux préparées. C'est ainsi que les rebelles furent vaincus le 25 novembre à Saint-Charles, puis le 14 décembre à Saint-Eustache. La loi martiale fut décrétée. Il y eut des arrestations par centaines. Plusieurs patriotes s'enfuirent aux États-Unis.

### La bataille de Saint-Denis

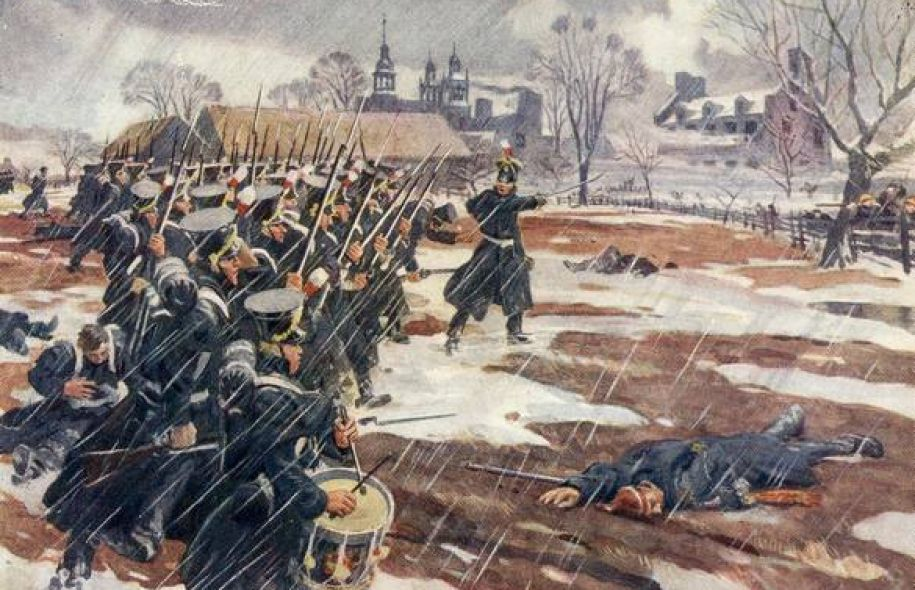
Bataille de Saint-Denis, novembre 1837.

La bataille de Saint-Denis est un combat livré le 23 novembre 1837 dans le but d'arrêter le chef des patriotes, Louis-Joseph-Papineau. Elle opposa les 200 patriotes du docteur Wolfred Nelson aux 300 Britanniques de Sir Charles Gore, et prit fin avec la victoire des patriotes. À la mi-novembre 1837, les Britanniques décident de lancer l'armée contre les patriotes et ordonnent d'arrêter leurs chefs. Sous la conduite de Thomas Storrow Brown, de Montréal, les patriotes du comté de Richelieu s'emparent du manoir du seigneur Pierre Debartzch et l'entourent de fortifications, pendant qu'à Saint-Denis, ils se regroupent autour de Wolfred Nelson. Deux détachements de l'armée viennent de Montréal pour attaquer Saint-Charles : l'un, sous le commandement du colonel George Augustus Wetherall, prend la route du sud par Chambly, et l'autre, commandé par le lieutenant-colonel Gore, prend la route du nord par Sorel. Après avoir marché toute la nuit par un temps affreux, les troupes de Gore arrivent à Saint-Denis le matin du 23 novembre et attaquent les rebelles retranchés à l'entrée du village, à l'endroit où se trouve la maison Saint-Germain. Les murs de la maison Saint-Germain (Charles St.-Germain meurt lors de ce combat) résistent à l'attaque de l'artillerie et ses occupants sont bien placés pour tirer par les fenêtres sur les troupes exposées. Gore doit ordonner la retraite vers 15 h quand les renforts des patriotes assiégés commencent à affluer dans les villages voisins et menacent de lui barrer la route de Sorel. Il y a environ 12 morts de part et d'autre.

### La bataille de Saint-Charles

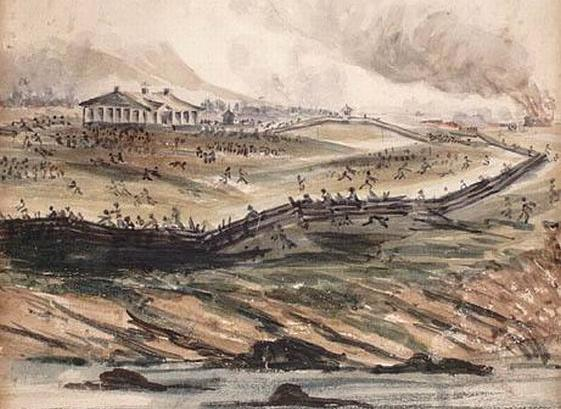
Bataille de Saint-Charles, novembre 1837.

Le 25 novembre 1837, l'armée britannique est déterminée à écraser la résistance patriote. Le sort de la rébellion dans le Bas-Canada se joue à Saint-Charles, dans la vallée du Richelieu. Deux cent cinquante Patriotes sont retranchés derrière une barricade autour du manoir seigneurial. Le Colonel Wetherall se prépare à les attaquer avec quatre cent vingt-cinq soldats venus de Fort Chambly. Jean-Philippe Boucher-Belleville, journaliste et enseignant, fait partie des insurgés. Dans son journal, il raconte : « Nous étions parfaitement sur la défensive et la question pour nous se réduisait à celle-ci : devions-nous livrer sans défense nos propriétés, nos femmes et nos enfants à des barbares qui venaient, non pour faire respecter les lois, mais porter le fer et le feu chez nous, et s'enrichir par le pillage ? Comme à Saint-Denis, la plupart de nos braves bonnets bleus montrèrent un zèle et une intrépidité qui n'auraient pas manqué de faire décider la victoire en notre faveur. Les femmes mêmes avaient coulé des balles et fait des cartouches ; des vieillards et des enfants voulurent partager les dangers du combat. » La bataille de Saint-Charles se termine dans un bain de sang. Les estimations vont de 24 à 150 Patriotes tués au combat tandis qu'une trentaine de soldats britanniques auraient péris. Louis-Joseph Papineau, Wolfred Nelson, Jean-Philippe Boucher-Belleville et des centaines de Patriotes fuient la vallée et se réfugient aux États-Unis. D'autres sont capturés et emprisonnés à Montréal, au Pied-du-Courant, dans des conditions difficiles.

### La bataille de Saint-Eustache

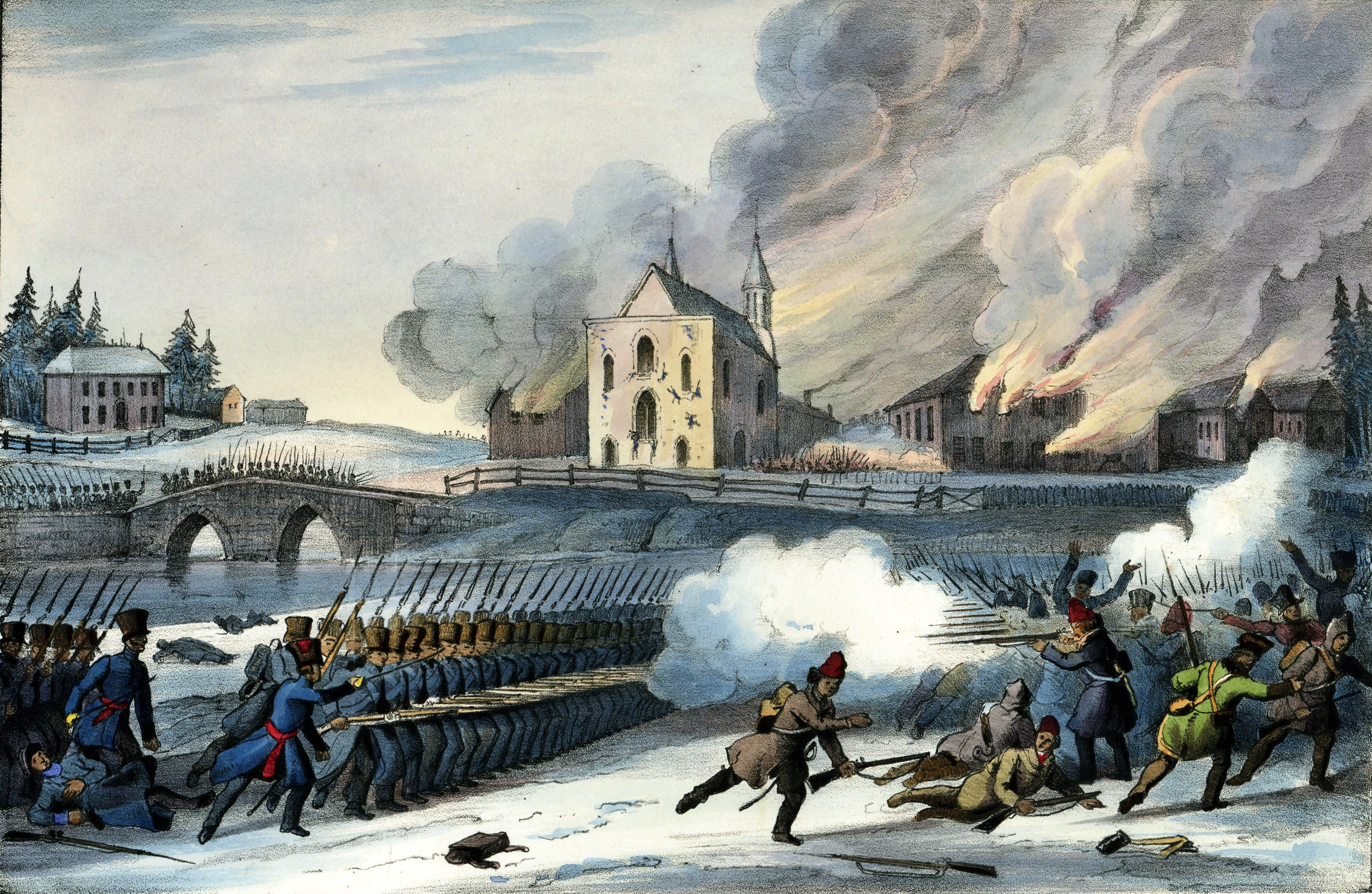
Bataille de Saint-Eustache, décembre 1837.

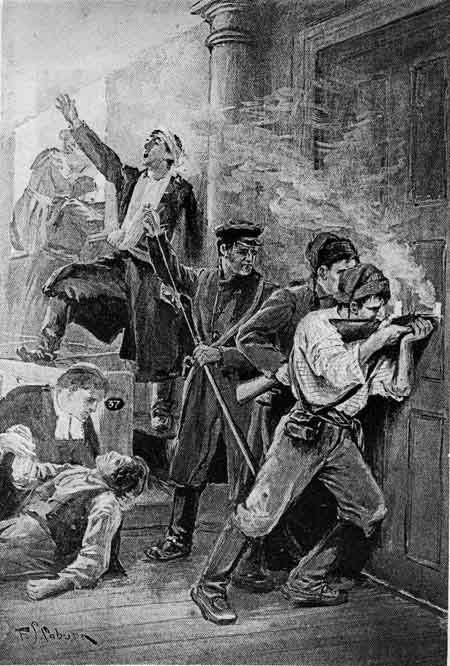
Les défenseurs patriotes réfugiés dans l'église de Saint-Eustache.

La bataille de Saint-Eustache eut lieu le 14 décembre 1837. Au matin du 13 décembre, les troupes anglaises avaient quitté Montréal pour le comté de Deux-Montagnes sous le commandement du général Colborne en personne. Elles tentèrent de traverser la rivière des Mille Îles à environ 5 kilomètres en aval de Saint-Eustache, après avoir essuyé quelques coups de feu durant leur approche. Selon John Colborne, commandant en chef des forces armées dans les colonies du Haut et du Bas-Canada, les chefs rebelles du comté des Deux-Montagnes Girouard, Girod, Chénier, Masson et Chartier étaient les plus actifs de la révolte et mieux préparés à une résistance armée que leurs compatriotes du Richelieu. Le 14 décembre, à la tête d'environ 1 500 soldats et volontaires, le général John Colborne se lance à l’attaque de la localité. Les patriotes sont barricadés à l’intérieur du couvent, du presbytère et de l’église locale. Jean-Olivier Chénier, devenu commandant en chef de la Résistance, se réfugie avec 300 patriotes dans l’église. Il donne l’ordre de résister le plus longtemps possible. À 11 h 15, les patriotes sonnent le tocsin qui annonce au village l'arrivée de l'ennemi. Jean-Olivier Chénier, à la tête de 200 hommes, va à la rencontre des Britanniques sur la glace. À ce moment, les patriotes reçoivent la mitraille des troupes de Colborne alors situées à moins d'un kilomètre du village sur la rive nord. La retraite se fait aussitôt vers le village où il ne reste qu'environ 250 personnes. Amury Girod et Jean-Olivier Chénier placent donc leurs hommes dans le couvent, le presbytère, l'église et le manoir seigneurial qui forment ensemble la meilleure infrastructure de défense tandis que d'autres se postent dans d'autres demeures avoisinantes. Disant qu'il allait tenter de retenir les fuyards, Girod partit à cheval en direction de Saint-Benoît où il fut reçu en déserteur par Girouard et les frères Masson. Quoi qu'il en soit, il se suicida d'une balle dans la tête trois jours plus tard. À Saint-Eustache, Chénier, qui a pris les commandes des insurgés, s'était retranché dans l'église avec une centaine d'hommes. Conscient que certains de ses compatriotes enfermés dans l'église n'avaient pas d'armes, il leur répondit : « Soyez tranquille, il y en aura de tués et vous prendrez leurs fusils ».

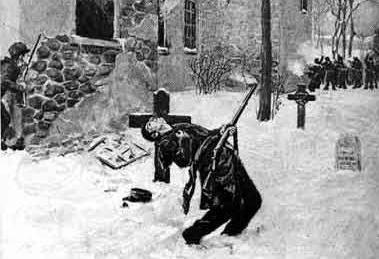
La mort de Jean-Olivier Chénier.

Vers midi, le village entier est encerclé sur cinq kilomètres par l'armée britannique. Pendant une heure, les bombardements se poursuivent sur les principaux édifices où sont retranchés les insurgés, mais sans résultat significatif. À 13 h, Colborne fait placer un de ses obusiers dans la grand rue pour enfoncer les portes de l'église, mais le feu nourri des Patriotes l'oblige à se replier. Un groupe de soldats réussit à pénétrer dans le presbytère et à y mettre le feu. Par la suite, le même sort devait attendre le couvent et le manoir seigneurial. Il ne restait plus que la gigantesque église qui résistait toujours aux Britanniques. Passé de justesse entre le feu des Patriotes, un groupe de soldats réussit à pénétrer dans l'église. Ils allumèrent rapidement un feu derrière l'autel.

Drapeau de Saint-Eustache.

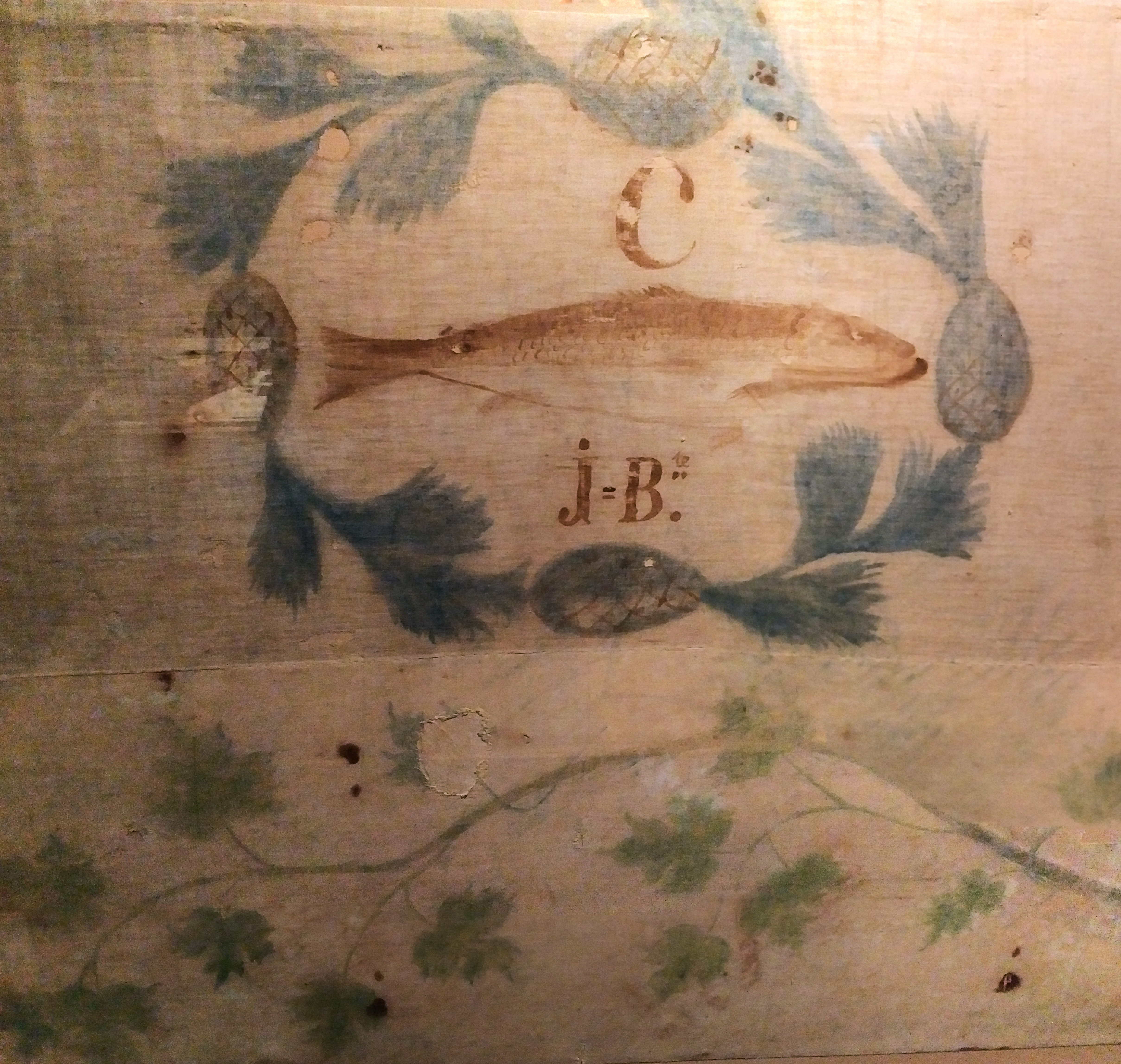
Drapeau des patriotes de Saint-Eustache, 1837 (détail). Coton. Le bas du tricolore comporte une branche d'arbre et des feuilles d'érable tandis que le haut est orné d'un maskinongé, poisson du lac des Deux-Montagnes. Ce drapeau était arboré par les patriotes lorsqu'ils furent écrasés dans l'église et le presbytère de Saint-Eustache.

Se tenant pour la plupart dans les jubés, les rebelles qui voulaient fuir n'avaient pas d'autre choix que de sauter par les fenêtres. Voyant que tout espoir était perdu, Chénier réunit ses hommes les plus braves et, ensemble, ils décident de sauter par les fenêtres. En mettant les pieds à terre, la plupart des Patriotes sont immédiatement atteints. Chénier est tué alors qu’il tente de résister, atteint par deux balles en pleine poitrine. Vers 16 h 30, le village de Saint-Eustache est en flamme. Les volontaires loyalistes sont responsables de l'incendie d'une cinquantaine de maisons sur les 65 qui sont brûlées, les autres étant le fruit des soldats britanniques. La plupart des résidences du village sont victimes du pillage par les soldats et les volontaires. Près de 70 Patriotes ont trouvé la mort dans la bataille de Saint-Eustache, ainsi que dix soldats anglais. Dès le lendemain, l’armée de sir John Colborne marche vers Saint-Benoît pour arrêter les chefs du comté des Deux-Montagnes.  Nous pouvons encore, aujourd’hui, voir les marques de boulet de canons sur l’église provenant des troupes britanniques.

## Fondation des Frères Chasseurs et soulèvement de 1838

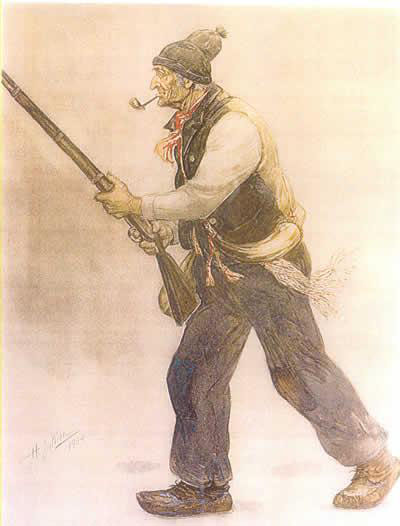
Le Vieux de '37, dessin de Henri Julien.

Robert Nelson et ses partisans, après l'insurrection manquée de 1837, se sont réfugiés aux États-Unis. Ils y organisent deux invasions en 1838. Une première invasion du Bas-Canada est tentée le 28 février. Les six ou sept cents rebelles, commandés par les docteurs Côté et Nelson, quittent le Vermont dans le but de traverser la frontière. Arrivés au lieu de campement, situé à un mille de la frontière, les rebelles proclament Robert Nelson président de la République du Bas-Canada. Ce dernier lit sa Déclaration d'indépendance du Bas-Canada qui pose des revendications très progressistes pour l'époque. Le Bas-Canada y est proclamé république indépendante et le peuple est déclaré absous de toute allégeance à la couronne britannique, jette les bases du nouvel État : séparation de l'Église et de l'État, droits égaux pour les Blancs et les autochtones, abolition du régime seigneurial, liberté de presse, égalité des langues française et anglaise, etc.
Malheureusement pour les rebelles, le gouvernement américain, sous les pressions britanniques, a décidé de rester neutre et de ne pas permettre qu'une telle invasion utilise son territoire comme sanctuaire. Nelson et Côté sont donc refoulés à la frontière et arrêtés pour violation de la neutralité. Ils sont amenés en cour puis relâchés. À la suite de cette tentative d'invasion manquée, ils forment une organisation militaire du nom des Frères Chasseurs.

### Fondation d'une société secrète.
Décidée lors de la réunion de Middlebury au Vermont, la fondation des Frères chasseurs est la réponse que les patriotes vont tenter d'apporter à la supériorité militaire des loyalistes et de l'armée britannique. Cyrille-Hector-Octave Côté, Édouard-Élisée Malhiot, Édouard-Étienne Rodier, François-Marie-Thomas Chevalier de Lorimier et surtout Robert Nelson prennent alors le contrôle du mouvement patriote des mains de Papineau, Brown, O'Callaghan et Duvernay. Ces radicaux souhaitent reprendre l'offensive au plus tôt pour libérer le Bas-Canada, mais l'échec de 1837 et de leur incursion de Caldwell's Manor leur fait prendre conscience de l'importance d'une force militaire bien organisée et disciplinée.
Ces hommes se préparent à affronter une armée britannique qui se renforce sans cesse, recevant de nouveaux régiments des maritimes et de Grande-Bretagne. 1 régiment d’infanterie légère, 3 régiments d’infanterie, 2 régiments de la Garde ainsi que deux régiments de cavalerie arrivent dans la colonie, renforçant les unités déjà en place qui peuvent également compter sur les milices anglophones levées sur place et très désireuses d'en découdre.
Le plan d'action de Nelson est articulé en deux blocs. Premièrement, à travers la colonie, des camps doivent se former un peu partout afin d'y concentrer les Frères Chasseurs de leurs régions. Ces camps doivent être approvisionnés secrètement en arme avant le soulèvement. Ainsi concentrés, les rebelles doivent s'emparer des points d'appui britanniques aux alentours et attendre les secours du second bloc : une armée d'insurgés venant des États-Unis où ils s'étaient réfugiés après 1837. La date du soulèvement est prévue le 4 novembre 1838 afin d'empêcher l'Angleterre de dépêcher des renforts avant la fonte des glaces au printemps suivant.
La formation des camps se déroule comme prévu, mais le manque criant d'armes, interceptées par les patrouilles loyalistes à la frontière, empêche la majorité d'entrer en insurrection. Néanmoins, plusieurs entrent en action. Le camp de Saint-Constant fait courir la panique en s'attaquant aux maisons des loyalistes des alentours. Les Frères Chasseurs de Sainte-Martine combattent les miliciens loyalistes du Camp Baker avant de se replier vers le camp de Napierville. Ceux de Beauharnois sous le commandement de Chevalier de Lorimier s'emparent du Manoir Ellice et capturent un bateau à vapeur. Les patriotes de Châteauguay quant à eux tentent d'attirer les Iroquois à leur cause. Terrebonne, Montarville, Sorel, Saint-Athanase voient des concentrations importantes de rebelles s'effectuer. La principale base d'opérations reste néanmoins le camp de Napierville, où Charles Hindelang rassemble plus de 3 000 hommes en présence du Président lui-même : Robert Nelson.

### Déroulement des opérations
Le soulèvement sera rapidement écrasé. En effet, le plan était fondé sur la capacité des révoltés à fournir en armes les camps de Frères Chasseurs qui se formeraient. Or, la frontière avec les États-Unis, d'où sont censées venir les armes, est peuplée d'anglophones loyalistes et dont la surveillance sera très efficace. Les armes ne venant pas, Nelson se résout à envoyer un détachement de ses rares hommes armés, environ 400, vers la frontière afin de passer de force et de ramener suffisamment d'armes pour lancer des opérations de plus grande envergure. Le 6 novembre, les patriotes remportent une victoire sur les milices loyalistes avant de tomber le 7 novembre dans une embuscade. Peu entraînés, les patriotes paniquent et se croient trahis. Ils sont dispersés. Rassemblant tous les combattants encore motivés qu'il a sous la main, Nelson décide alors de jouer quitte ou double et de porter ses efforts vers Odelltown afin de rétablir ses communications avec les États-Unis. Ses 700 hommes affrontent les miliciens loyalistes toute la journée du 9 novembre, sans arriver à prendre l'église où les volontaires loyalistes se sont retranchés. Vaincus, les Frères Chasseurs se replient vers le grand camp de Napierville. Ils y apprennent que Lord Colborne et le gros des forces britanniques, presque 5 000 hommes, arriveront le lendemain. Submergés par le nombre et sous-équipés, les patriotes ont conscience de n'avoir aucune chance et se dispersent avant l'arrivée du Vieux Brûlot.

### La bataille de Beauharnois

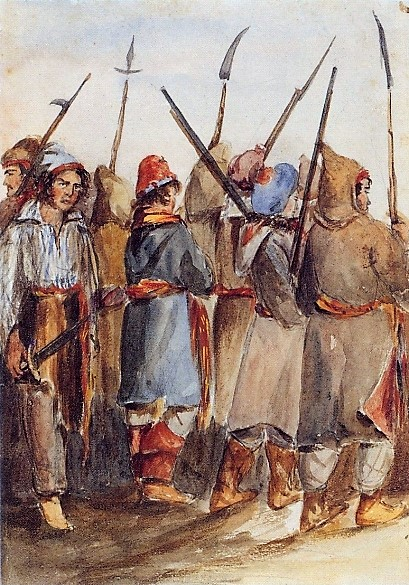
Patriotes du Bas-Canada à Beauharnois en novembre 1838.

Certains Patriotes rapportaient qu'un vapeur, le Henry Brougham, rempli de soldats anglais venant de Glengarry, était en route vers Beauharnois afin de venir assurer la protection des Loyalistes de la seigneurie de Beauharnois. Les Patriotes décidèrent de s'emparer du vapeur et de ses occupants. Ils ne trouvèrent que quelques soldats parmi tous ces gens, et les Patriotes s'aperçurent que la rumeur était fausse. Ils firent descendre tous les passagers, qu'ils ajoutèrent aux autres Loyalistes déjà prisonniers. Après quoi les Patriotes sabotèrent le vapeur. Quelques jours après la victoire des Patriotes, on apprit la nouvelle qu'une armée du gouvernement composée de 1 200 hommes, venant de Glengarry, était en route vers Beauharnois. Les Loyalistes s'emparèrent de plusieurs habitants du village et les gardèrent prisonniers dans le moulin du village. Les Loyalistes du Haut-Canada mirent le feu dans le village et pillèrent plusieurs maisons. Après quelques jours, soit le 1er décembre, les Patriotes furent transférés à la prison de Montréal, où ils furent jugés et condamnés.

### La bataille de Lacolle
Envoyés prendre réceptions de convois d'armes à la frontière, les Frères-Chasseurs décident de faire une halte à Lacolle afin de récupérer les armes des volontaires loyalistes de cette région. Une fois sur les lieux, un petit groupe de chasseurs décide de faire prisonnier Nelson, le soupçonnant de vouloir fuir les lieux de la bataille. Ils ligotent également Trépanier et Nicholas et les envoient tous trois au camp de Lacolle. Ils les libèrent cependant après que ces derniers les ont convaincus de leur fidélité envers le mouvement d'insurrection. La bataille de Lacolle se déroula le 7 novembre 1838 entre les forces des volontaires loyalistes du Haut-Canada sous le commandement du Major John Scriver et les rebelles du Bas-Canada sous le commandement du Docteur Coté. Le 6 novembre, les rebelles patriotes gagnèrent une première escarmouche mais perdirent la confrontation finale le jour suivant.

### La bataille d'Odelltown

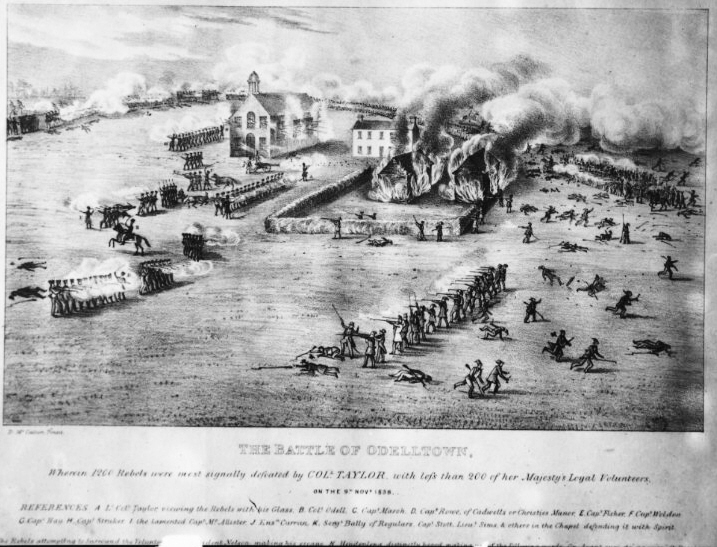
La bataille d'Odelltown, novembre 1838.

Afin de rétablir les relations avec la frontière, Robert Nelson et l'armée des Patriotes tentent de marcher sur Odelltown. Devant la marche de cette armée, les volontaires loyalistes retraitent jusque dans l'église d'Odelltown où s'établit un front qui va au-delà de Fisher's Tavern. Après plusieurs fructueuses sorties, les volontaires font reculer les rebelles grâce aux renforts britanniques. Les rebelles retraitent ensuite sur Napierville avant de se disperser devant la venue des troupes régulières dépêchées de Montréal. Les Frères chasseurs, qui avançaient vers l'église d'Odelltown en 3 colonnes, se séparent pour mieux endiguer les volontaires qui s'y étaient réfugiés. En début d'après-midi, voyant que la tactique patriote se montrait efficace, environ 150 volontaires s'approchent du champ de bataille en continuant de tirer sur les rebelles. Puis, voyant que les Patriotes résistent toujours, ils décident d'incendier la grange derrière laquelle se trouve Charles Hindenlang, ses hommes et une partie de la colonne du Major Hébert. Les rebelles doivent alors, eux aussi, se rendre à la clôture. Malgré le fait qu'ils y soient moins bien protégés, ils poursuivent le combat une partie de l'après-midi. Grâce à l'incendie, les loyalistes qui se trouvaient toujours dans l'église peuvent en sortir. À la suite de cette bataille, certains se sauvent vers la frontière américaine, d'autres se réfugient en région pendant que le Major Hébert, Charles Hindenlang et le reste de leurs hommes marchent vers Napierville. Découragé, Robert Nelson quitte le Bas-Canada pour les États-Unis. Entretemps, Colborne avait pris la route de Napierville aux commandes d'une armée de 5 000 hommes. En marchant vers le grand camp, les Frères chasseurs sont informés que Colborne et sa troupe ne sont qu'à une demi-lieue de là, mais ils n'arriveront à Napierville que dans l'avant-midi du vendredi 9 novembre alors que la majorité des rebelles ont déjà quitté les lieux. Ne pouvant s'organiser suffisamment vite, les chefs patriotes renoncent à toute riposte après la tenue d'un conseil de guerre. Par la suite, Colborne se rend à Odelltown pour prendre connaissance de la situation près de la frontière. Hindenlang essaie de gagner la frontière américaine dans la nuit du 9, mais il est arrêté le samedi 10 novembre. Le Major Hébert quant à lui y parvient après s'être caché toute la nuit.

## Les Autochtones et les Patriotes
Au cours des rébellions, les Iroquois de Kahnawake et de Kanesatake ont tenu un discours de neutralité tout en collaborant avec les Britanniques. Leur geste n'est cependant pas nécessairement une « trahison » envers les Patriotes, ou un acte de loyauté aveugle envers la Couronne.
Il s’explique en partie par une alliance militaire de longue date avec le gouvernement. Ces alliances diplomatiques datent du régime français et ont pour but de souder des amitiés politiques entre les gouvernements et les Amérindiens. On peut spéculer également que la menace gouvernementale d’éliminer les cadeaux annuels, une autre tradition qui date du régime français, et rendue très claire à l'aube des rébellions, peut avoir causé l’apparition d’une loyauté « stratégique » chez les Iroquois afin de défendre leurs intérêts. En habiles diplomates, les 23 chefs de Kahnawake et de Kanesatake pétitionnent d’ailleurs le Gouverneur John Colborne quelques années suivant les troubles pour exiger les services d’un « médecin salarié » en soulignant qu’ils ont « montré leur dévouement au gouvernement de Sa Majesté, nommément dans les deux guerres avec les États-Unis, et encore récemment pendant les dernières rébellions ».
Enfin, il faut tenir compte de la nature des rapports entre Iroquois et Patriotes, ainsi que des perceptions que les Iroquois ont développées sur les événements se déroulant dans les campagnes environnantes et dans leurs propres villages. Dans un climat de discordes continues relatives à la terre et de rumeurs angoissantes, le péril de se faire exproprier, qu’il soit réel ou exagéré, a joué un rôle important dans le façonnement d’attitudes et des gestes qui en découlent.
Dans ce contexte fort bien documenté dans les archives, les Iroquois de Kahnawake et de Kanesatake ont profité des rébellions pour rappeler aux autorités coloniales, aux Patriotes et à leurs voisins « Canadiens » que leur identité collective distincte existe toujours et qu’ils n’ont nullement l’intention de se laisser assimiler et exproprier.

### Rencontre entre Patriotes et Iroquois
Girod – Frère, vous rappelez-vous, ou votre père ou votre grand-père ne vous a-t-il pas dit que vous apparteniez autrefois au royaume de la France ?
Oharahison – J’ai vu les Français au temps de ma jeunesse.
Girod – Étiez-vous heureux sous le gouvernement ?
Oharahison – Notre père, le roi de France, était un bon père.
Girod – Êtes-vous aussi heureux sous le gouvernement des Anglais que vous l’avez été sous celui des Français ?
Oharahison – Je ne voudrais pas dire cela.
Girod – Les Indiens sont-ils dans l’intention de s’unir avec les Anglais protestants contre les Canadiens catholiques ?
Oharahison – Notre esprit n’est pas uni par un lien avec les protestants.
Girod – N’aimeriez-vous pas mieux être considérés par les Canadiens comme leurs égaux que par les Anglais comme leurs esclaves ?
Oharahison – Nous souhaitons rester comme nous sommes.
Girod – Les Canadiens ont supporté tellement d’injustices de la part du gouvernement anglais qu’ils sont résolus à ne pas avoir affaire avec lui plus longtemps. Voudriez-vous vous allier aux Anglais pour vous battre contre vos frères blancs ?
Oharahison – C’est pénible d’avoir à choisir entre le père et le frère, mais nous savons que quand on arrache l’écorce de l’arbre, il périt vite.
Girod – Vous avez reçu des armes des Anglais pour vous battre contre nous.
Oharahison – Nous avons à peine reçu ce qu’ils nous devaient. Nous avons deux canons dont nous nous servons au moment de la procession.
Girod – Voulez-vous nous les vendre ?
Oharahison – Nous ne voulons pas les vendre.
Girod – Votre frère n’a jamais été votre ennemi et ne le sera jamais, mais vendez-nous vos armes ; je veux en faire usage contre mes ennemis et les persécuter. Où sont tes armes ?
Oharahison – Les fusils, je les ai vendus de l’autre côté de l’eau aussitôt que je les eu reçus. Le canon est caché dans cette maison, je ne veux pas le vendre. Voulez-vous le prendre de force ?
Girod – Votre frère ne veut pas vous enlever ce qui vous appartient, mais si vous voulez nous vendre votre canon ?
Oharahison – Ne parlez plus de cela, c’est une douleur pour moi d’en entendre parler.
Girod – Et si mon ennemi vous oblige à vous en servir contre moi ?
Oharahison – Frère, je ne veux pas intervenir dans la dispute entre vous et votre père. Défendez vos droits et quand j’entendrai le tonnerre de vos armes, je regarderai dans mon esprit si je ne suis pas obligé de vous venir en aide. Vous vous êtes comporté comme un homme sage et si vous avez semé du bon grain dans le jardin de votre frère vous mangerez de son pain avec lui.
Girod – Veux-tu être un de nos amis ?
Oharahison – Je veux bien être ton ami, mais ne pas remuer.
Girod – Pourquoi ne veux-tu pas remuer ?
Oharahison –…
Girod – Tu es bon père, j’en conviens, mais il a de mauvais sujets qui te trichent sur les couvertes et les présents.
Oharahison – Je suis content de ce que mon père me donne.
Girod – Ne serais-tu pas plus content d’être avec nous, si tu nous joignais nous te donnerions du terrain ?
Oharahison – Je suis bien comme je suis, je ne veux point de changement. Vous autres êtes mes frères, mais j’ai un père [le roi d’Angleterre] je vous aime bien, mais j’aime mieux mon père. Ne revenez pas ici pour faire peur à nos femmes et enfants ; nous n’avons pas de troubles avec vous et vous n’avez rien à faire ici.
Girod – Si vous restez tranquilles chez vous, nous vous laisserons en paix
Oharahison – Je ne peux rien vous promettre ; mes mains sont liées. Je suis sous la loi de mon Père Britannique et du Conseil des Sept Feux, Kahnawake ; tout ce qui se passe doit se décider là-bas.

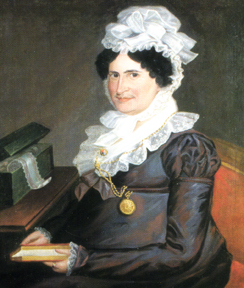
Rosalie Papineau-Dessaulles a hébergé plusieurs patriotes dont la survie était menacée à la suite des batailles de 1837 (Dulongpré, huile sur toile, v. 1825).

## Les femmes et les Patriotes

### Condition de la femme auXIXesiècle
Au Bas-Canada du XIXe siècle, les femmes sont absentes des activités politiques, puisque « la vie publique […] était réservée aux hommes car les responsabilités citoyennes incombaient à ceux qui étaient aptes à défendre la patrie sur un champ de bataille ». Or, cette exclusion du domaine politique n’empêchait pas certaines femmes d’être favorables aux idéaux patriotes. Aussi, la femme canadienne-française du XIXe siècle avait, de réputation, un caractère fort et une personnalité robuste, accentués par ses occupations quotidiennes exigeant une grande force physique et mentale. Donc, si la femme patriote n’a pas pu s’investir militairement dans la cause, cela ne l’a aucunement empêchée d’y contribuer dans la mesure de ses moyens.

### Implication des femmes avant les batailles
À l’été 1837, alors que le mouvement patriote est en ébullition et que les assemblées de contestation se multiplient, on voit les femmes prendre part activement à celles-ci. C’est d’ailleurs dans la maison d’une dame patriote, Madame Girouard, épouse de Jean-Jacques Girouard, notaire du comté de Deux-Montagnes, que se sont déroulées certaines assemblées. Madame Girouard a aussi « réuni un groupe de femmes pour prendre ensemble des résolutions à l'effet de concourir, autant que la faiblesse de leur sexe le leur permette, à faire réussir la cause patriotique ». Ce groupe est devenu l’Association des dames patriotiques du comté de Deux-Montagnes,.
Exclues de l’activité militaire, les femmes ont cependant joué un important rôle de soutien pratique et moral. Tout d’abord, elles ont contribué au boycottage des produits d’importation britannique. « Un des mots d’ordre est de ne plus acheter les tissus et étoffes fines importées, mais de se vêtir avec la grosse toile et l’étoffe grise tissées par les Canadiennes ». Ainsi, leur maîtrise du tissage a été mise à contribution, non seulement pour contribuer au boycottage, mais aussi pour tisser des drapeaux patriotes, comme celui transporté à la bataille de Saint-Eustache, le 14 décembre 1837, fabriqué par les dames Masson et Dumouchel.

### Le sort de femmes pendant les batailles
Lorsque est venu le temps de prendre les armes, de nombreuses femmes ont participé à l’armement en fondant des balles, par exemple. Dans le feu de l’action, les femmes subissent directement les conséquences des batailles. Plusieurs se retrouvent veuves, perdent leur foyer, incendié et pillé, ainsi que leur source de revenus. Les Anglais s’emparent aussi du bétail et laissent aux femmes et aux enfants à peine de quoi se vêtir dans le froid de l’automne. Certaines font preuve d’un courage et d’une détermination étonnants. L’une d’entre elles refuse d’abandonner sa maison en flammes. Sa conviction est telle que les volontaires anglais, impressionnés par son courage, éteignent le feu et sauvent la maison. Certaines y laissent leur vie, comme celle-ci, en 1838 : « Aux environs de Napierville, dans les bois de Lacolle, une femme fut trouvée assise au pied d'un arbre, un enfant dans ses bras et deux à ses côtés, tous quatre morts de faim et de froid ».

### Le rôle des femmes dans la protection et l'aide aux Patriotes
Après les batailles, l’implication des femmes a pris une importance encore plus grande. D’abord, en 1837, certaines ont offert, à leurs risques et périls, l’asile à des patriotes dont la sécurité était en jeu. C’est le cas de Rosalie Papineau-Dessaulles, seigneuresse de Saint-Hyacinthe, qui a accueilli son frère Louis-Joseph Papineau, dont la tête était mise à prix, juste avant son exil aux États-Unis. Plus tard, en 1838, nombre d’entre elles ont aussi témoigné à des procès pour innocenter des proches, en leur fournissant un alibi au moment d’une bataille, par exemple. Finalement, lorsque plusieurs patriotes se retrouvent en prison, les femmes leur apportent régulièrement du réconfort. C’est le cas de mère Émilie Gamelin, qui, presque chaque jour, se charge de distribuer provisions et correspondance aux détenus de la Prison du Pied-du-Courant, ainsi que d’Adèle Berthelot, épouse de Louis-Hyppolyte Lafontaine, qui « se dévoua, semble-t-il, à visiter les anciens collègues de son mari incarcérés après les insurrections et à subvenir aux besoins matériels de leurs familles ».

## Conséquences: Rapport Durham, répression et acte d'union

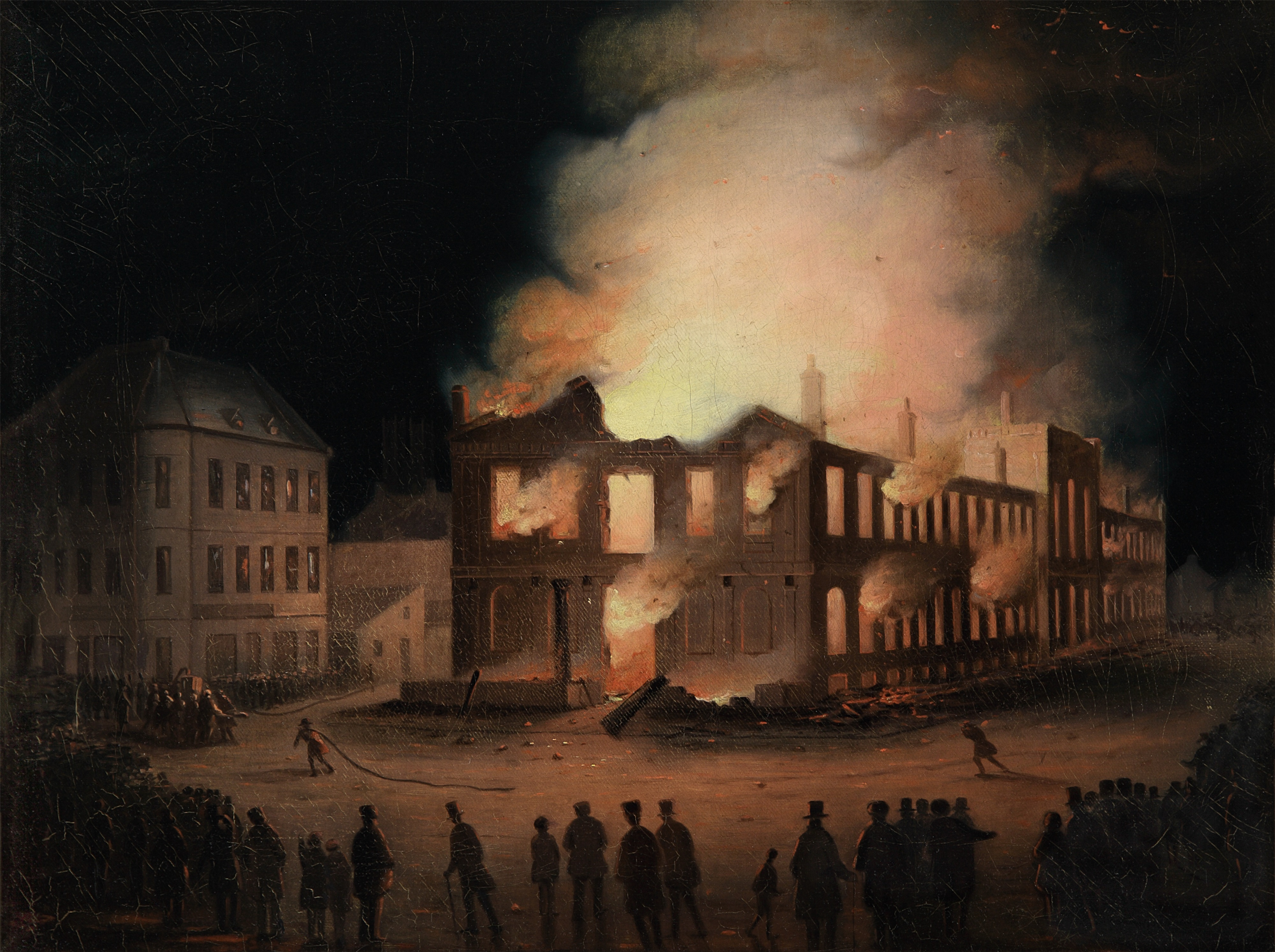
Joseph Légaré, L'incendie du Parlement à Montréal, 1849.

À la suite des violences et en proie à de sérieux problèmes de santé, le Gouverneur Gosford démissionne et est remplacé, à la suite du court intérim assuré par Lord Colborne, par Lord Durham. Chef de file des radicaux anglais et précédé d'une réputation de progressisme, sa nomination est accueillie avec enthousiasme par les habitants du Bas-Canada. Ceux-ci espèrent en effet que Durham prendra leur défense et que son sens de la justice le mènera naturellement à soutenir le camp réformiste. La désillusion sera lourde. Durham ne reste dans la colonie que quatre mois avant de démissionner, n'ayant côtoyé que les plus radicaux parmi les loyalistes. Son rapport sur les événements est encore aujourd'hui controversé : il nie le caractère politique des Rébellions pour n'en faire qu'une guerre ethnique et prône l'assimilation des francophones afin de briser chez eux le ressort national. Il propose donc l'unification du Haut-Canada et du Bas-Canada afin, à terme, de transformer les francophones en minorité. Ce peuple, « sans histoire et sans culture » devait accepter de céder sa place face à la prétendue supériorité de la race britannique.

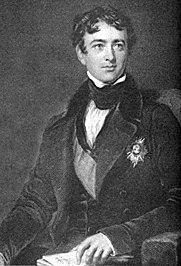
Lord Durham : « Les Canadiens sont un peuple sans histoire et sans culture ».

Le 25 septembre 1839, 58 patriotes condamnés à l'exil quittent Québec à destination de la Nouvelle-Hollande, colonie alors employée comme prison par les Britanniques. Ils voyagent à bord de la frégate anglaise Buffalo, commandée par le capitaine Wood.
Le Canada-Uni est créé en 1840 à la suite de l'Acte d'Union.
L'Acte vise à assimiler les Canadiens français pour empêcher toute récidive en les submergeant dans une mer anglaise toujours en augmentation grâce à l'immigration venant du Royaume-Uni.
La Province du Canada ou Canada-Uni naît de l'union législative des provinces du Haut-Canada (Ontario) et du Bas-Canada (Québec) en février 1841.
L'édifice du marché Sainte-Anne à Montréal, situé là où se trouve l'actuelle Place D'Youville, est rénové par l'architecte John Ostell pour y accueillir le parlement provincial. L'incendie de ce parlement par les Canadiens anglais loyalistes se produit le soir du 25 avril 1849 pour protester contre la loi récemment votée visant à indemniser les personnes qui ont subi des pertes matérielles au cours des conflits de 1837-1838.
Les Canadiens français réagirent par la revanche des berceaux, sous l'impulsion de l'Église catholique romaine, pour maintenir leur nombre relatif. Ils utilisèrent également les discussions lors de la Conférence de Charlottetown pour reformer une province francophone et catholique distincte, le Québec.

## Drapeaux des Patriotes
Les patriotes ont combattu sous plusieurs emblèmes durant les Rébellions. Les feuilles d'érable et les castors, alors symboles des Canadiens-français, abondent. Nous connaissons également trois différents drapeaux qui furent arborés par les insurgés.

### Drapeau tricolore dit de Saint-Charles

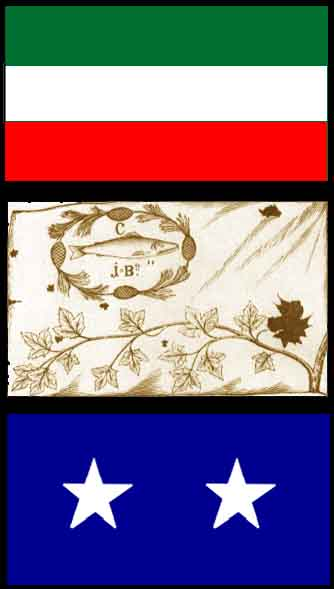
Les trois drapeaux patriotes: Saint Charles, Saint Eustache et des Frères Chasseurs (ici celui du Haut-Canada).

Le plus connu est sans conteste le drapeau tricolore vert, blanc et rouge. Symbole républicain, le choix du tricolore est de plus un rappel de la Révolution française. Ses trois couleurs peuvent être interprétées de façons variées. La version la plus admise est qu'elles représentent les trois peuples fondateurs du Bas-Canada : vert pour les Irlandais, blanc pour les Français et rouge pour les Anglais. Une autre interprétation veut en faire un symbole anti-colonialiste et républicain hérité de la Révolution française.
Quoi qu'il en soit, ce drapeau connut moult variations. Il était en effet d'usage de le modifier selon l'humeur du jour, lui ajoutant des symboles canadiens-français ou des slogans. Ainsi, plusieurs emblèmes ou symboles furent représentés sur le drapeau. Par exemple, lors de l'assemblée tenue à Sainte-Scholastique, le 1er juin 1837, le tricolore est orné d'un castor, d'une feuille d'érable et d'un maskinongé. D'ailleurs, lors de cette assemblée, on retrouve des drapeaux arborant un aigle à tête blanche avec ses ailes ouvertes sur une étoile blanche ou d'autres, avec un aigle canadien en vol, tenant une branche de feuilles d'érable dans son bec et se dirigeant vers une étoile sur fond bleu, surmontée des mots « Notre Avenir ».

### Drapeau de la République ou drapeau des Frères-Chasseurs.
Inspiré du drapeau américain, il présente deux étoiles bleues sur un fond argenté. Les deux étoiles représentent les deux colonies du Haut et du Bas-Canada, unies dans la lutte républicaine. Elles étaient parfois accompagnées du mot Liberté. Au Haut-Canada, le drapeau était inversé, consistant en 2 étoiles argentées sur fond bleu, comme dans l'image ci-contre.

### Drapeau de Saint-Eustache ou de Deux-Montagnes
Un autre étendard de l'époque est bien connu. Le drapeau flottait en effet sur les positions patriotes lors de la bataille de Saint-Eustache en décembre 1837. Conçu par des femmes patriotes de la paroisse, notamment madame Dumouchel, il consiste en un maskinongé au centre d'une couronne d'aiguilles et de pommes de pin. À l'intérieur de celle-ci, on voit les lettres « C » pour Canada au-dessus du poisson et « J = Bte » pour Jean-Baptiste, surnom collectif des Canadiens-français, sous celui-ci. En bas de ce groupe d'icônes, un dernier symbole est présent, soit une branche de feuilles d'érable. Ces symboles sont dessinés sur une toile blanche. Il est d'ailleurs possible qu'une autre version de ce drapeau ait été aperçue à l'assemblée de Saint-Charles par le docteur Jean-Olivier Chénier. Cet étendard aurait arboré un érable, un chêne et un castor. L'historienne Reeves-Morache a proposé une interprétation du drapeau comme représentant le Canada aux Canadiens. D'autres ont noté que les lettres ajoutées sur le drapeau pourraient être des symboles maçonniques d'autant plus que le maskinongé était présent également dans le logo d'une loge maçonnique de la région de Deux-Montagnes.
Par contre, Roy mentionne que ces lettres sont présentes sur le temple de Salomon et qu'elles seraient ainsi des symboles maçonniques. De plus, il ajoute que le poisson faisait partie d'un blason aux couleurs des francs-maçons ayant une loge à Deux-Montagnes. Une autre interprétation est proposée par Archambault. Il affirme ainsi que le maskinongé soit une représentation de la religion catholique puisque le poisson est le symbole des premiers chrétiens. Un exemplaire du drapeau de Saint-Eustache est toujours exposé au Château Ramezay à Montréal.

## Débats et historiographie
Le débat historiographique sur les événements de 1837 et 1838 date d'avant même la fin des combats. En effet, depuis Lord Durham, de nombreux auteurs et autrices ont tenté d'expliquer les causes des événements survenus dans la colonie laurentienne. Plusieurs théories ont été avancées, certaines se contredisant les unes les autres, d'autres s'enrichissant mutuellement.

### Lord Durham

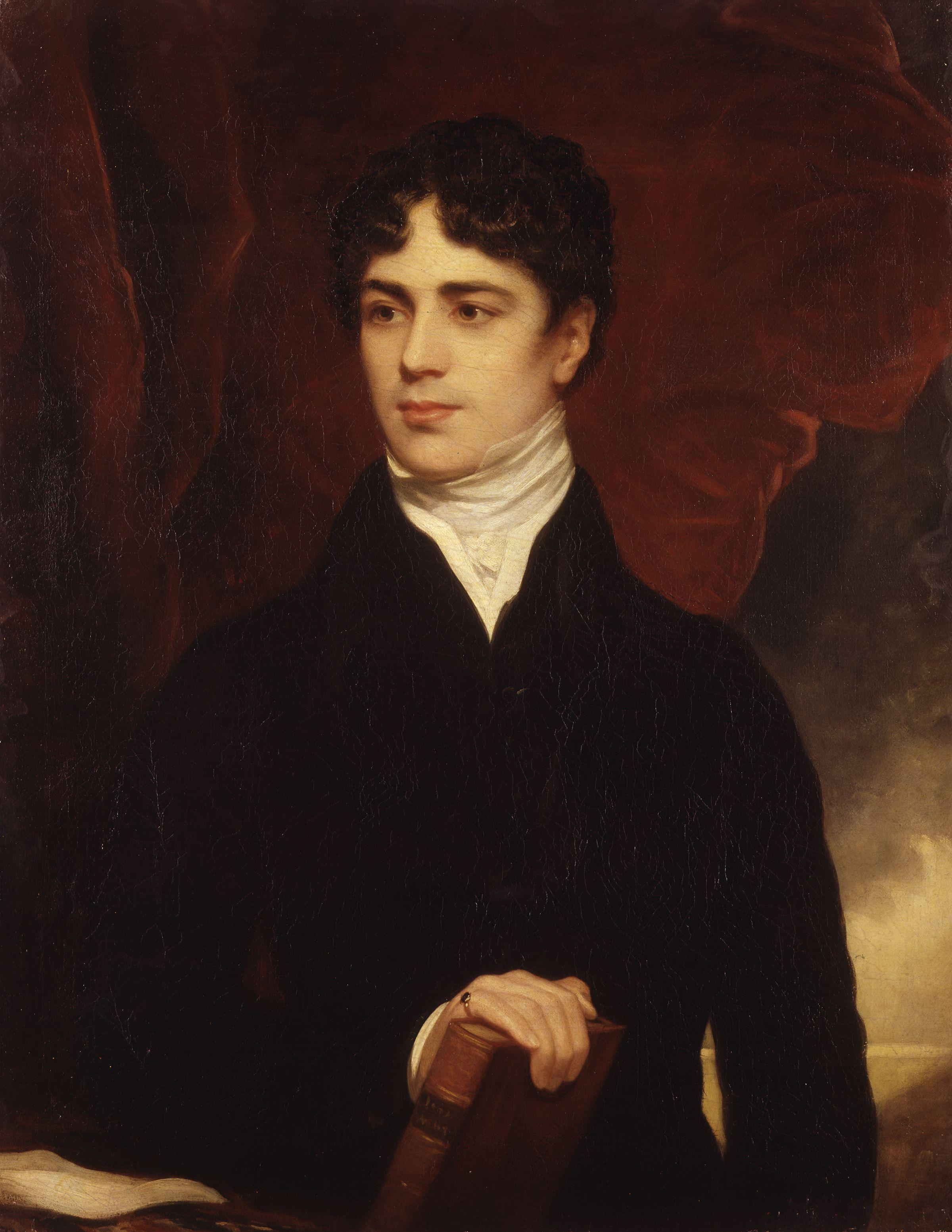
Lord Durham et son célèbre rapport sont encore aujourd'hui sources de controverses au Québec.

Lord Durham (1839) fut le premier à proposer son analyse, analyse, à chaud, alors qu'il tente de remplir son mandat de Gouverneur. Ses écrits sont sans doute les mieux connus sur le sujet. Pour le haut-commissaire britannique, « il serait vain de vouloir améliorer les lois et les institutions avant que d'avoir réussi à exterminer la haine mortelle qui maintenant divise les habitants du Bas-Canada en deux groupes hostiles: Français et Anglais. ». Les rébellions seraient donc une expression de lutte ethnique entre deux groupes irrémédiablement hostile. Pour lui, les aspirations révolutionnaires et démocratiques des patriotes ne sont qu'un paravent pour la vraie motivation: le nationalisme. Il n'y a donc pas de liens à faire avec les Révolutions qui secouent l'Europe et l'Amérique depuis des années: il n'y a qu'une question de lutte de race. Comme officiel du gouvernement, il proposera donc d'assimiler les Canadiens pour en faire de bons sujets anglais et éviter ainsi de futures révoltes. Progressiste, il proposera également l'adoption du gouvernement responsable.

« Je m'attendais à trouver un conflit entre un gouvernement et son peuple. J'ai trouvé deux nations en guerre au sein d'un même État : j'ai trouvé une lutte, non de principes, mais de races. »

— Lord Durham

### François Xavier Garneau

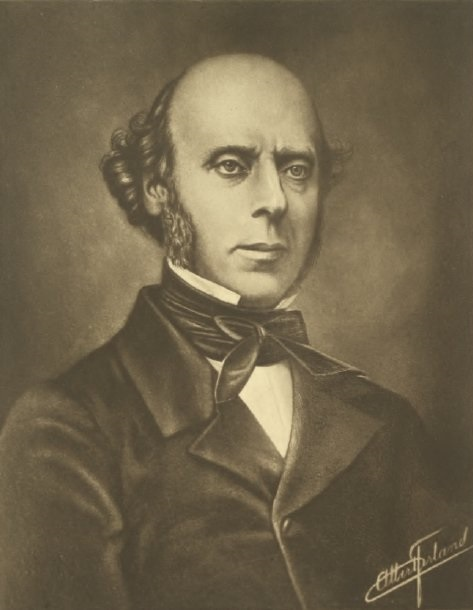
Historien majeur de l'histoire du Québec, ami personnel de Louis-Joseph Papineau et de Edmund Bailey O'Callaghan, voit dans son œuvre une manière de contredire Lord Durham

François-Xavier Garneau (1852) répondra dans son Histoire du Canada directement à Durham. Là où Durham voyait un soulèvement d'une race contre une autre, Garneau verra plutôt une nation se défendant contre une autre qui souhaitait l'écraser en bafouant le jeu démocratique et en pervertissant les institutions qui auraient dû protéger ses compatriotes. C'est l'attachement au libéralisme et à la démocratie dans la grande tradition whig anglaise puis dans celle de la République américaine qui serait au cœur de l'action patriote.

« Quant à la justice de leur cause, les patriotes avaient infiniment plus de droits de renverser leur gouvernement que n’en avait l’Angleterre elle-même en 1688, et les États-Unis en 1775, parce que c’est contre leur nationalité, cette propriété la plus sacrée d’un peuple, que le bureau colonial dirigeait ses coups. »

— François-Xavier Garneau- Histoire du Canada

### John Fraser et Elinor Kyte Senior
John Fraser (1890) et Elinor Kyte Senior (1985) mettront en avant une vision plus libérale en voulant démontrer que le vrai nœud des revendications patriotes était en fait l'obtention du gouvernement responsable. Malgré leur défaite, les Patriotes, qui revendiquaient des droits parlementaires, obtiendront après leur alliance avec les anglophones du Haut-Canada dans le cadre du jeu parlementaire de l'Acte d'Union la responsabilité ministérielle. Fraser fait des Patriotes les précurseurs des libertés démocratiques dans l'Empire britannique et écrit que « The time will come when the memories of Canada's rebel dead in 1837 and 1838 will be revered and held sacred in every British Colony, distant or near, as the fathers of colonial responsible government. »

« What [many] failed to ask was whether responsible government might have come about anyway and perharps even sooner than 1849, had it not been for the fratricidal strife of 1837-38. »

— Elinor Kyte Senior- Les Habits rouges et les Patriotes

### Lionel Groulx

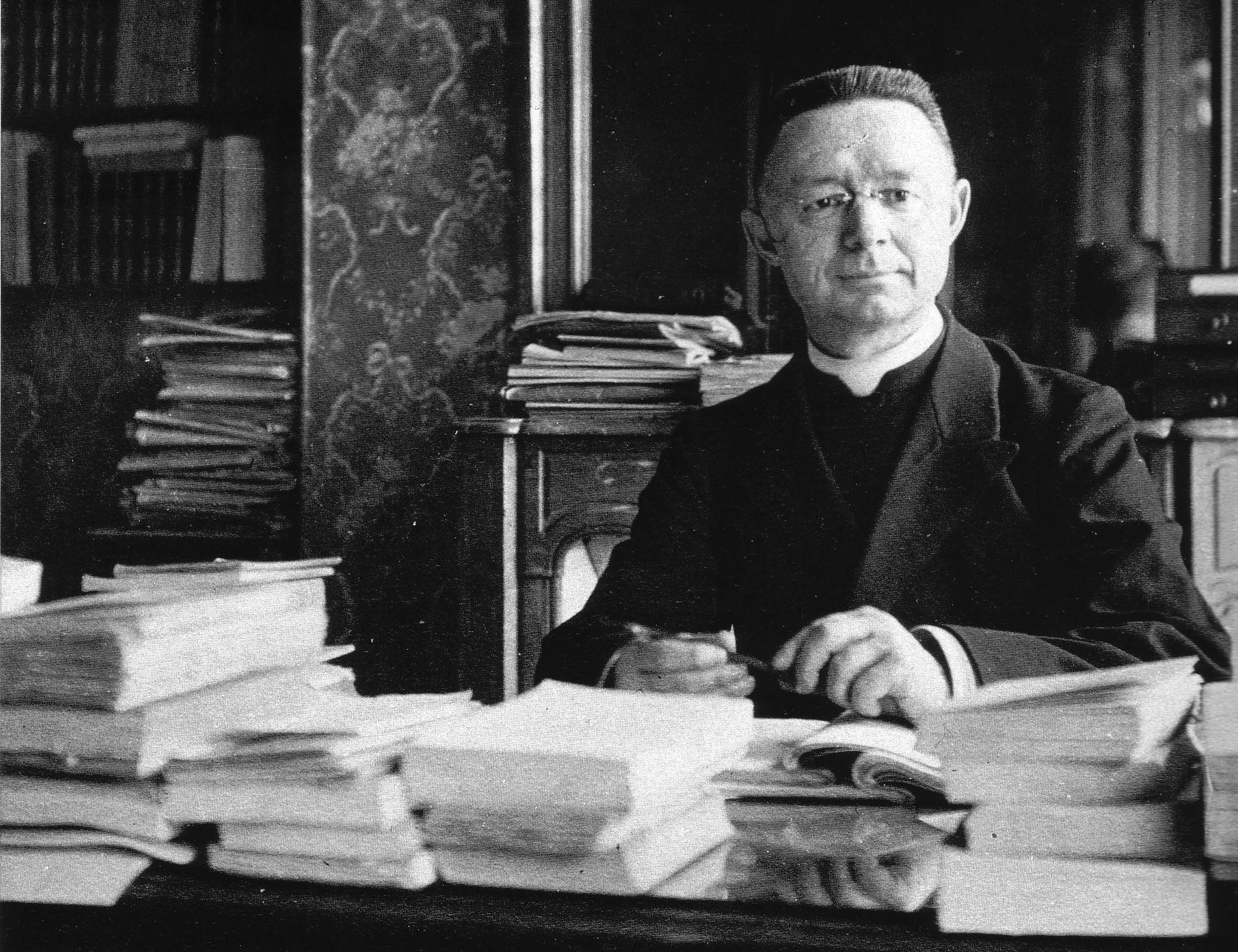
Historien majeur de la première moitié du XXe siècle au Québec, Lionel Groulx tente de réhabiliter l'étude des Patriotes, alors mal vus dans les cercles cléricaux.

Lionel Groulx (1952) approfondira quant à lui deux facettes des rébellions: l'opposition au clergé, qu'il condamnera et dont il fera l'une des causes principales de la défaite du mouvement ainsi que l'aspect défensif du soulèvement. Pour Groulx, on n'assiste pas à un soulèvement mûrement préparé par un Parti patriote prêt au combat mais à un réflexe d'autodéfense contre une campagne de lynchage et d'arrestations arbitraires voulues par les loyalistes anglophones. Il met de l'avant la prédominance rurale du mouvement pour rejeter la prégnance des idéologies révolutionnaires libérales des élites patriotes sur les masses soulevées. Ses conclusions doutent de l'aspect uniquement national du conflit, aggravé par plusieurs autres causes selon lui. L'insurrection «ne fut pas non plus uniquement le résultat d'un conflit de races […] La différence de races aggrava le conflit, elle n'en fut point la cause». Loin d'être « un choc entre deux armées qui auraient décidé de trancher sur le champ de bataille un conflit politique [et] le destin d'un peuple », les soulèvements sont une simple tentative d'empêcher l'arrestation des chefs patriotes . Poussés à prendre les armes, les Patriotes n'ont fait que défendre « leurs chefs injustement poursuivis et menacés de mort» en se dressant « contre une clique d'usurpateurs qui n'a rien de commun avec le gouvernement métropolitain» .

« L'effet criminel de ce régime, déplore Groulx, ce fut […] de transformer inévitablement une lutte politique en une guerre de race» et de «pousser presque fatalement à la démagogie et à la révolte »

— Lionel Groulx

### Gérard Filteau
Gérard Filteau (1938) prend le relais du chanoine Groulx pour réconcilier les Patriotes et le nationalisme de son temps. Il insiste sur l'aspect national du conflit, qui lui donne une spécificité qui échappe aux simples luttes idéologiques importées d'Europe. Il remet également en question l'anticléricalisme des Patriotes, particulièrement dans les élites, et explique le soulèvement par les « provocations » du gouvernement qui n'aurait pas laissé d'autre choix aux Canadiens que de prendre les armes et ce, malgré l'opposition des leaders patriotes, Papineau en tête. En faisant des Rébellions une action purement nationale, Filteau cherche en fait à réconcilier le clérico-nationalisme avec cette époque de l'histoire.

« Depuis le printemps, c'était là le but évident du Parti bureaucrate. On avait usé de tous les moyens d'intimidation et de provocation possibles sans obtenir le résultat escompté; appels à l'assassinat, fausses nouvelles, parade de troupes, guet-apens. Quelques-uns de ces procédés méritent d'être rappelés. »

— Gérard Filteau

« Toute la conduite de Papineau est là pour preuve qu'il n'a jamais voulu la prise d'arme »

— Gérard Filteau

### Maurice Séguin
Maurice Séguin (1968) ira de son côté au-delà de la simple compétition entre le projet national canadien des Patriotes et celui impérial des Britanniques. Pour lui, 1837 et 1838 sont la culmination d'une longue lutte entre l'élite anglophone et francophone, chacune défendant ses convictions, mais avec des règles du jeu faussées. Une véritable guerre civile en quelque sorte. Guerre civile provoquée en désespoir de cause par un camp loyaliste conscient de son incapacité à vaincre électoralement et se lançant dans la voie des armes pour l'emporter enfin.

« La révolte de 1837 est, en réalité, un double soulèvement : soulèvement des Britanniques du Bas-Canada contre la menace d’une république canadienne-française, soulèvement de la section la plus avancée des nationalistes canadiens-français contre la domination anglaise. »

— Maurice Séguin

### Fernand Ouellet
Fernand Ouellet (1976), en pleine effervescence politique, publie différents textes sur les Rébellions de 1837-38 et les analyses sous le prisme de la lutte des classes et de l'histoire économique et sociale. Ses conclusions font peser l'échec des Rébellions sur les notables (avocats, notaires, médecins) composant la classe moyenne canadienne de l'époque, trop inquiets de leurs intérêts de classe pour envisager une transformation révolutionnaire de la société. Croissant plus vite que la capacité de la société à l'employer, cette classe moyenne aurait vu dans la politique un débouché venant leur offrir un statut social dont le manque de travail menaçait de les priver. Elle se serait donc lancé à corps perdu dans la lutte politique avant de décrocher subitement au moment d'en venir aux mains, expliquant le manque de leadership militaire étonnant issu d'une machine électorale très rodée qui aurait dû être capable de produire un encadrement militaire bien plus efficace qu'il ne l'a été. Pour lui, c'est cette incapacité des classes moyennes canadiennes qui forcera la bourgeoisie anglaise à prendre le rôle de moteur du développement du Canada.

« L’échec des insurrections peut s’expliquer par l’attachement excessif des classes moyennes canadiennes-françaises à leurs intérêts à court terme. Il peut aussi provenir du fait qu’elles n’étaient pas vraiment révolutionnaires, qu’au fond elles traversaient une crise de croissance et qu’elles étaient à la recherche d’une place et d’un statut dans la société. Ainsi s’expliquerait l’extraordinaire pauvreté du leadership fourni par les révolutionnaires des classes moyennes. »

— Fernand Ouellet

### Allan Greer
Allan Greer (1998) est sans doute l'historien anglophone le plus connu des Rébellions de 1837 et 1838. Il analyse par la lorgnette marxiste le mouvement patriote et met de l'avant la dualité des motivations de l'engagement dans la cause. D'un côté, les bourgeois des villes et de l'autre, une classe paysanne qui fournit les gros bataillons d'électeurs et de combattants malgré des intérêts de classe divergents. Il insiste sur les tensions autour de l'anticléricalisme des plus radicaux ainsi que le débat sur le régime seigneurial, défendu par Papineau, mais honni par de nombreux chefs patriotes issus de la base. Les tensions internes au mouvement révolutionnaire auraient pu selon lui s'exprimer si le mouvement avait tenu plus longtemps.

« Le mouvement patriote réunit les villes et les campagnes, paysans et bourgeois, sous la bannière d’une cause anti-impériale commune. Être un patriote consiste idéalement à dépasser ses intérêts personnels, locaux ou de classes dans le but de parvenir ensemble à l’indépendance du Bas-Canada et à la démocratie. En dépit des efforts pour favoriser l’unité, il est cependant inévitable que se dessinent des tendances divergentes au sein de l’alliance patriote. Les origines, la vision et les intérêts matériels des paysans des campagnes sont en effet très différents de ceux des bourgeois des villes. Si la révolution n’avait pas été matée dès le début, ces différences auraient fort bien pu mener à de sérieux conflits parmi les patriotes. »

— Allan Greer

### Gilles Laporte
Gilles Laporte (2015) concentre quant à lui ses travaux sur l'aspect régional et communautaire du mouvement patriote. Il relève les motivations très différentes derrière les mobilisations selon les comtés et les régions du Québec. Il révèle particulièrement que les principaux foyers de révoltes ne furent pas dans les comtés les plus francophones, mais dans ceux où Canadiens et anglophones se côtoyaient tous les jours. Il identifie également l'importance réelle de l'implication patriote de leader issu des communautés anglophones. Son explication des Rébellions au Bas-Canada et de leur intensité supérieure aux troubles dans le Haut-Canada tient dans sa théorie des trois crises. La crise économique d'une colonie dominée par les marchands anglais et souffrant de mauvaises récoltes aggravées par le manque de ressource pour moderniser l'agriculture débouche sur une crise politique motivée par les inégalités et l'arbitraire du gouvernement colonial. Ces deux crises sont bien présentes dans le Haut-Canada, mais il lui manque la troisième: la crise nationale. Alors que les combats font rage, le fossé se creuse rapidement entre anglophones et francophones et le conflit bascule alors en une guerre en partie ethnique.

« Le Bas-Canada est d’abord très tôt aux prises avec une crise sociale aiguë causée par une concentration éhontée de la richesse et par l’exclusion d’une vaste majorité de la population, confinée à l’agriculture de subsistance. Cette majorité prend ensuite conscience qu’elle est sans voix sur le plan politique : maîtresse d’un parlement sans pouvoir et en butte à une oligarchie qui monopolise l’exercice du pouvoir. Le Parti patriote tente bien de faire entendre cette voix, mais elle est rabrouée par le cabinet anglais en mars 1837. La crise sociale devenue crise politique dégénère en une crise ethnique au moment des affrontements et surtout lors de la répression militaire qui frappe presque strictement les Canadiens français, et ce, avec une brutalité sans pareille dans l’histoire canadienne »

— Gilles Laporte

## Journée nationale des Patriotes

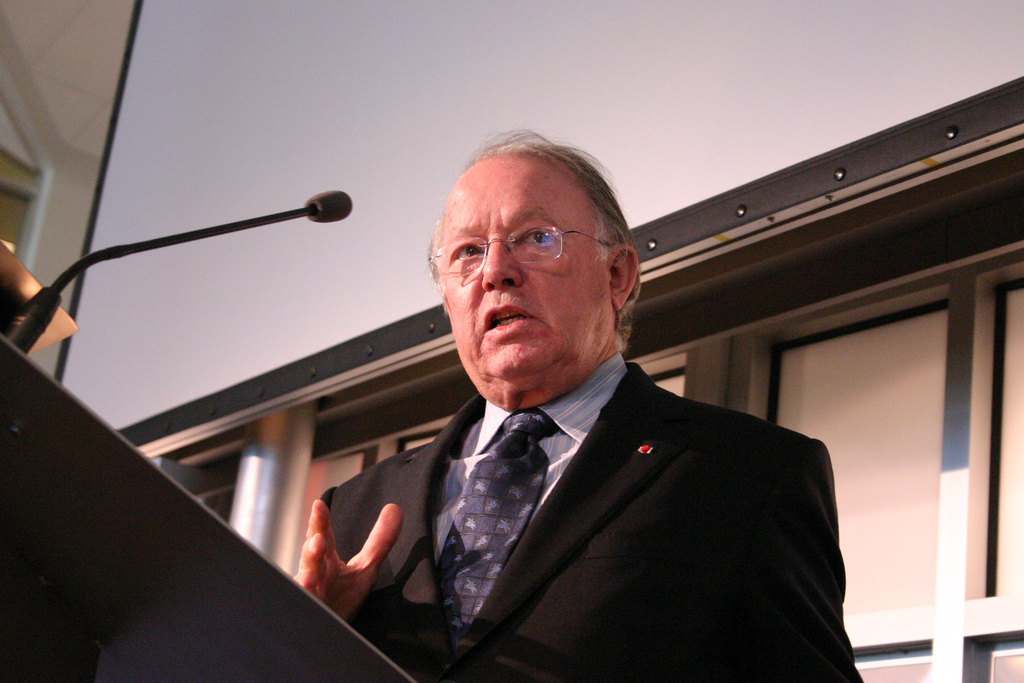
Le Premier Ministre Bernard Landry est à l'origine de l'instauration de la journée nationale des Patriotes.

La journée nationale des Patriotes est empreinte de commémorations à caractère historique afin de souligner le soulèvement des Patriotes de 1837-1838. La Journée Nationale des Patriotes est un jour férié et chômé au Québec le lundi qui précède le 25 mai de chaque année. Instaurée en novembre 2002, mais célébrée pour la première fois en mai 2003, les Québécois profitent de cette journée pour « souligner l'importance de la lutte des patriotes de 1837-1838 pour la reconnaissance de leur nation, pour sa liberté politique et pour l'établissement d'un gouvernement démocratique ». Avant 2003, le lundi précédant le 25 mai de chaque année était la Fête de Dollard, instituée dans les années 1920 afin de concurrencer la Fête de la Reine (Victoria Day) qui est célébrée au Canada anglais.

### Roman de Jules Verne

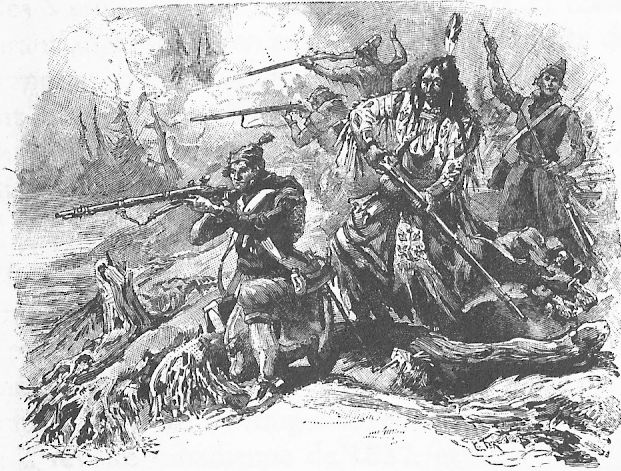
Un des 82 dessins de Georges Tiret-Bognet pour Famille-Sans-Nom.

Jules Verne a écrit un roman portant sur la rébellion des Patriotes intitulé Famille-Sans-Nom. Écrit en 1887 le livre illustre la vie d'une famille du Bas-Canada pendant la rébellion des Patriotes. Le roman est paru en édition grand format illustré chez Hetzel en 1889, en deux parties.

### Filmographie
- 15 février 1839 : de Pierre Falardeau, 2001, 120 min. Après les soulèvements des Français du Bas-Canada en 1837-1838, plusieurs patriotes sont faits prisonniers par l'armée britannique. Certains sont exilés et d'autres sont condamnés à mort. Le film relate les 24 dernières heures de Marie-Thomas chevalier de Lorimier ainsi que quatre de ses compatriotes[91].
- Quand je serai parti… vous vivrez encore est un film québécois sorti en 1999. Réalisé par Michel Brault.